# ليبيريا
ليبيريا (بالإنجليزية: Liberia)‏ أو رسميًا جمهورية ليبيريا (بالإنجليزية: Republic of Liberia)‏ هي دولة في غرب أفريقيا. تحدها سيراليون من الغرب وغينيا من الشمال وساحل العاج من الشرق. يتألف الخط الساحلي الليبيري في معظمه من غابات الأيكة الساحلية بينما يتألف الداخل الكثيف بالسكان من غابات تنفتح على هضبة من المروج الأجف. تمتلك البلاد 40% من غابات غينيا العليا المطيرة المتبقية. تتمتع ليبيريا بمناخ استوائي حار مع هطول غزير للأمطار خلال موسم الأمطار بين مايو وأكتوبر ورياح هارماتان القاسية في بقية العام. تبلغ مساحة ليبيريا 111,369 كم2 وهي موطن لحوالي 3.7 مليون نسمة. اللغة الإنجليزية هي اللغة الرسمية، في حين يتحدث بأكثر من 30 من لغات السكان الأصليين داخل البلد.
تعد ليبيريا واحدة من دولتين حديثتين في منطقة أفريقيا جنوب الصحراء خارج نطاق التدافع الأوروبي الغربي على أفريقيا، والأخرى هي إثيوبيا. ابتداء من عام 1820، استُعمرت ليبيريا من قبل العبيد الأمريكيين الأحرار من الولايات المتحدة بمساعدة من جمعية الاستعمار الأمريكية وهي منظمة خاصة اعتقدت بأن العبيد السابقين سيحصلون على المزيد من الحرية والمساواة في أفريقيا. وهو أصل تسمية البلاد بليبيريا المستمدة من الكلمة الإنجليزية الأمريكية ليبرتي (بالإنجليزية: Liberty)‏ والتي تعني حرفياً الحرية. كما أرسل العبيد المحررون من سفن العبيد هناك بدلًا من إعادتهم إلى بلدانهم الأصلية. في عام 1847، أعلن هؤلاء المستعمرون استقلال جمهورية ليبيريا عن حكم الولايات المتحدة الاستعماري وأقاموا حكومة على غرار نظيرتها في الولايات المتحدة وسموا العاصمة مونروفيا تيمنًا بجيمس مونرو خامس رئيس للولايات المتحدة ومؤيد بارز للاستعمار. احتكر المستعمرون والمعروفون أيضًا باسم الليبيريين الأمريكيين القطاعات السياسية والاقتصادية في البلاد على الرغم من أنهم لم يشكلوا سوى نسبة ضئيلة من السكان.
بدأت الدولة عملية التحديث في أربعينيات القرن الماضي في أعقاب استثمار من قبل الولايات المتحدة أثناء الحرب العالمية الثانية وكذلك تحرير الاقتصاد في عهد الرئيس وليام توبمان. كانت ليبيريا عضوًا مؤسسًا للأمم المتحدة ومنظمة الوحدة الأفريقية. أطاح انقلاب عسكري بالمؤسسة الليبيرية الأمريكية في عام 1980، مما طلق بداية عهد من عدم الاستقرار السياسي والاقتصادي وحربين أهليتين متعاقبتين خلفتا ما يقرب من 250,000 قتيل ودمرتا اقتصاد البلاد. أدى اتفاق سلام عام 2003 لإجراء انتخابات ديمقراطية في عام 2005. تتعافى ليبيريا اليوم من آثار الحرب الأهلية والتفكك الاقتصادي ذو الصلة حيث يعيش حوالي 85% من السكان تحت خط الفقر الدولي.

## التاريخ

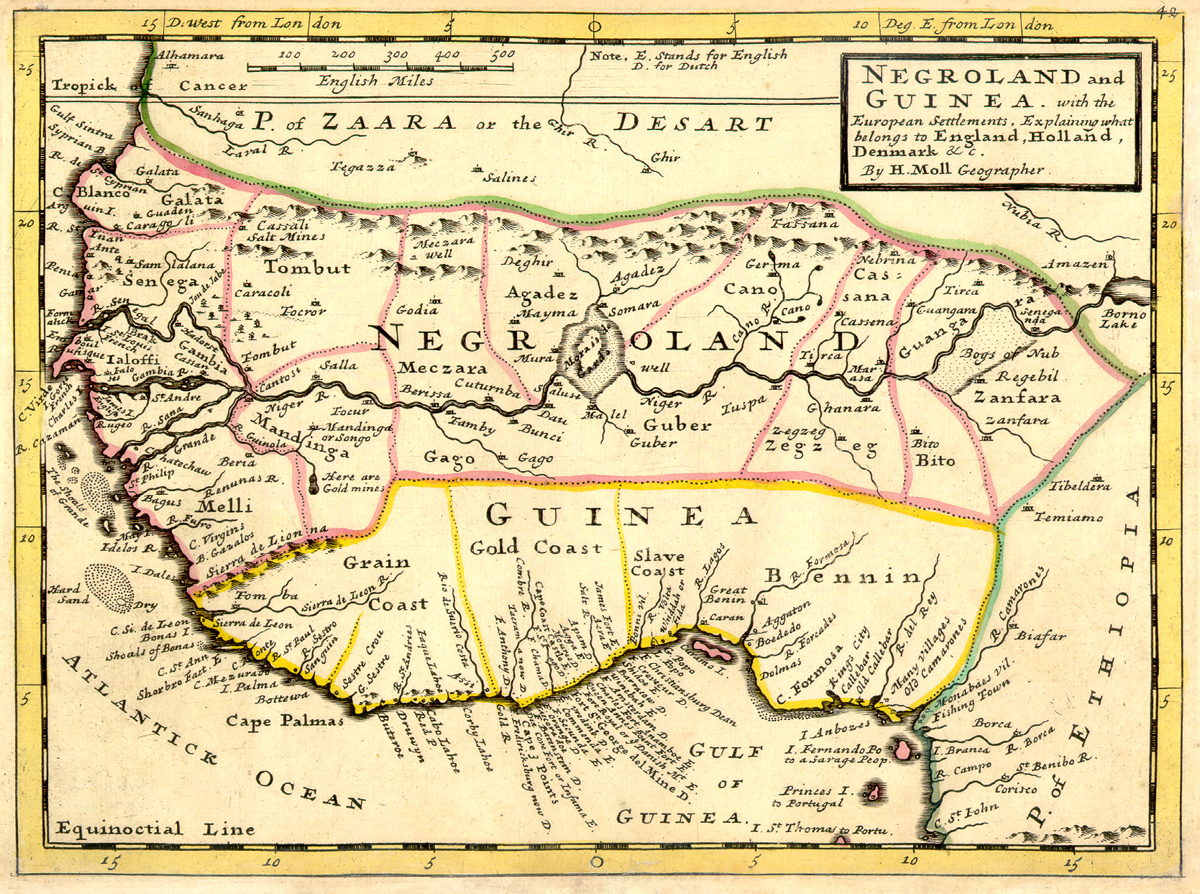
خريطة أوروبية لساحل الفلفل 1736

يعود سجل التاريخ البشري في ساحل الحبوب على الأقل إلى القرن الثاني عشر وربما لوقت سابق. توسع الشعب الناطق بالميندي غربًا من السودان مما أجبر العديد من الجماعات العرقية الأصغر بالفرار جنوبًا باتجاه المحيط الأطلسي. سجل وصول شعوب داي وباسا وكرو وغولا وكيسي بداية. مما زاد هذا التدفق انهيار الإمبراطورية السودانية المالية الغربية عام 1375 ولاحقًا في 1591 مع إمبراطورية سونغاي. بالإضافة إلى ذلك، خضعت المناطق الداخلية للتصحر واضطر السكان للانتقال إلى الساحل الرطبة. جلب هؤلاء السكان مهارات جديدة مثل غزل القطن ونسج القماش وصهر الحديد وزراعة الأرز والذرة الرفيعة والمؤسسات الاجتماعية والسياسية من إمبراطوريتي مالي وسونغاي. بعد وقت قصير من غزو ألمانيين للمنطقة، هاجر شعب الفاي من إمبراطورية مالي السابقة إلى منطقة غراند كيب ماونت. عارض شعب كرو تدفق الفاي وشكلوا تحالفًا مع ألمانيين لوقف تدفق المزيد من الفاي.
بنت الشعوب على طول الساحل زوارق للتجارة مع المناطق الأخرى في غرب أفريقيا من الرأس الأخضر إلى ساحل الذهب. بين 1461 وأواخر القرن السابع عشر كان التجار البرتغاليون والهولنديون والبريطانيون على اتصال بشعوب المنطقة وأقاموا مراكز تجارية فيها. سمى البرتغاليون المنطقة كوستا دا بيمنتا أي ساحل الفلفل ولكنها ترجمت لاحقًا إلى ساحل الغلال وذلك بسبب وفرة حبوب فلفل ميليغيتا. بدأ التجار الأوروبيون مقايضة مختلف السلع والبضائع مع السكان المحليين. عندما بدأ شعب كرو التجارة مع الأوروبيين تاجروا في البداية في السلع الأساسية ولكنهم ساهموا في وقت لاحق بنشاط في تجارة الرقيق الأفريقي.
في عام 1820، بدأت جمعية الاستعمار الأمريكية بإرسال متطوعين سود إلى ساحل الفلفل لإقامة مستعمرة لعبيد أمريكا المحررين. اعتقدت تلك الجمعية والتي هي منظمة خاصة مدعومة من قبل سياسيين أمريكيين بارزين مثل هنري كلاي وجيمس مونرو بأن العودة إلى الوطن كان الخيار الأفضل للعبيد المحررين. أنشأت منظمات مماثلة مستعمرات مماثلة في ميسيسيبي في أفريقيا وجمهورية ماريلاند والتي ضمتها ليبيريا لاحقًا. بتاريخ 26 يوليو 1847 أصدر المستوطنون إعلان الاستقلال وأصدروا الدستور الذي أنشأ جمهورية ليبيريا المستقلة.

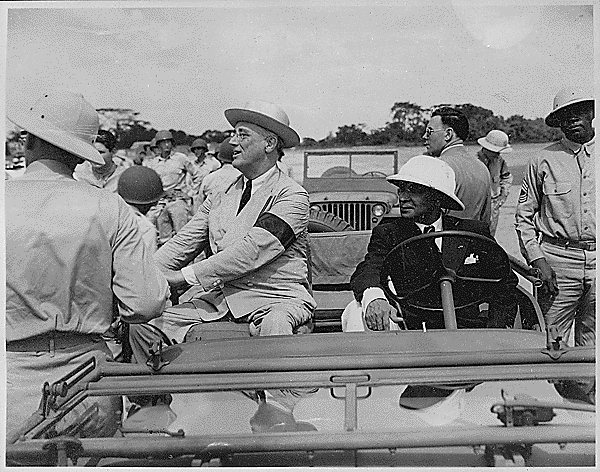
الرئيس إدوين باركلي (يمين) مع الرئيس فرانكلين روزفلت خلال الحرب العالمية الثانية 1943.

استبعدت الأمة الجديدة السكان الأصليين إلى حد كبير من شؤون البلاد. حظر قانون موانئ 1865 دخول التجارة الخارجية عبر القبائل الداخلية. في عام 1877، احتكر حزب ترو ويغ الليبيري الأمريكي السلطة السياسية في البلاد. اقتصرت المنافسة على إدارة البلاد ضمن الحزب نفسه والذي ضمن ترشيحه تقريبًا الفوز في الانتخابات. دفعت الضغوط من جانب المملكة المتحدة وفرنسا إلى فقدان ليبيريا لمطالبها بأراض واسعة والتي ضمتها القوى الاستعمارية. أعاق التنمية الاقتصادية تراجع أسواق السلع الليبيرية في أواخر القرن التاسع عشر والمديونية لسلسلة من القروض الدولية. في السنوات الأولى لليبيريا، واجه المستوطنون الليبيريون الأمريكيون معارضة شديدة وأحيانًا عنيفة من الأفارقة الأصليين الذين استبعدوا من المواطنة في الجمهورية الجديدة حتى عام 1904.
في منتصف القرن العشرين، بدأت ليبيريا تدريجيًا التحديث بمساعدة أمريكية. بني فريبورت في مونروفيا ومطار روبرتس الدولي من قبل موطفين من الولايات المتحدة من خلال برنامج الإعارة والتأجير خلال الحرب العالمية الثانية. شجع الرئيس وليام توبمان الاستثمار الأجنبي في البلاد، مما أدى إلى ثاني أعلى معدل للنمو الاقتصادي في العالم خلال الخمسينيات. بدأت ليبيريا أيضًا القيام بدور أكثر نشاطًا في الشؤون الدولية. كانت عضوًا مؤسسًا للأمم المتحدة في عام 1945 وأصبحت من أشد منتقدي نظام الفصل العنصري في جنوب أفريقيا. دعمت ليبيريا أيضًا دعاة الاستقلال الأفارقة عن القوى الاستعمارية الأوروبية في عموم أفريقيا وساهمت في إنشاء منظمة الوحدة الأفريقية.
في 12 أبريل 1980، قام انقلاب عسكري بقيادة الرقيب صامويل دو من مجموعة كران العرقية الأصلية بالإطاحة وقتل الرئيس ويليام تولبرت الابن. أعدم دو وأنصاره لاحقًا غالبية وزراء تولبرت ومسؤولين آخرين في الحكومة الليبيرية الأمريكية وأعضاء من حزب ترو ويغ. شكل قادة الانقلاب مجلس خلاص الشعب لحكم البلاد. ولكونه حليفًا إستراتيجيًا هامًا في الحرب الباردة، تلقى دو دعمًا ماليًا كبيرًا من الولايات المتحدة، حتى عندما انتقد مجلس خلاص الشعب لفساده وممارسته القمع السياسي. بعد أن تبنت البلاد دستورًا جديدًا في عام 1985، انتخب دو رئيسًا في الانتخابات التالية والتي أدينت دوليًا بوصفها مزورة. في 12 نوفمبر 1985، فشل انقلاب مضاد قام به توماس كويونكبا الذي نجح جنوده في احتلال محطة الإذاعة الوطنية لفترة قصيرة. ردت الحكومة بقمع مكثف، حيث قامت قوات دو بقتل أفراد من عرقيتي جيو ومانو في مقاطعة نيمبا.

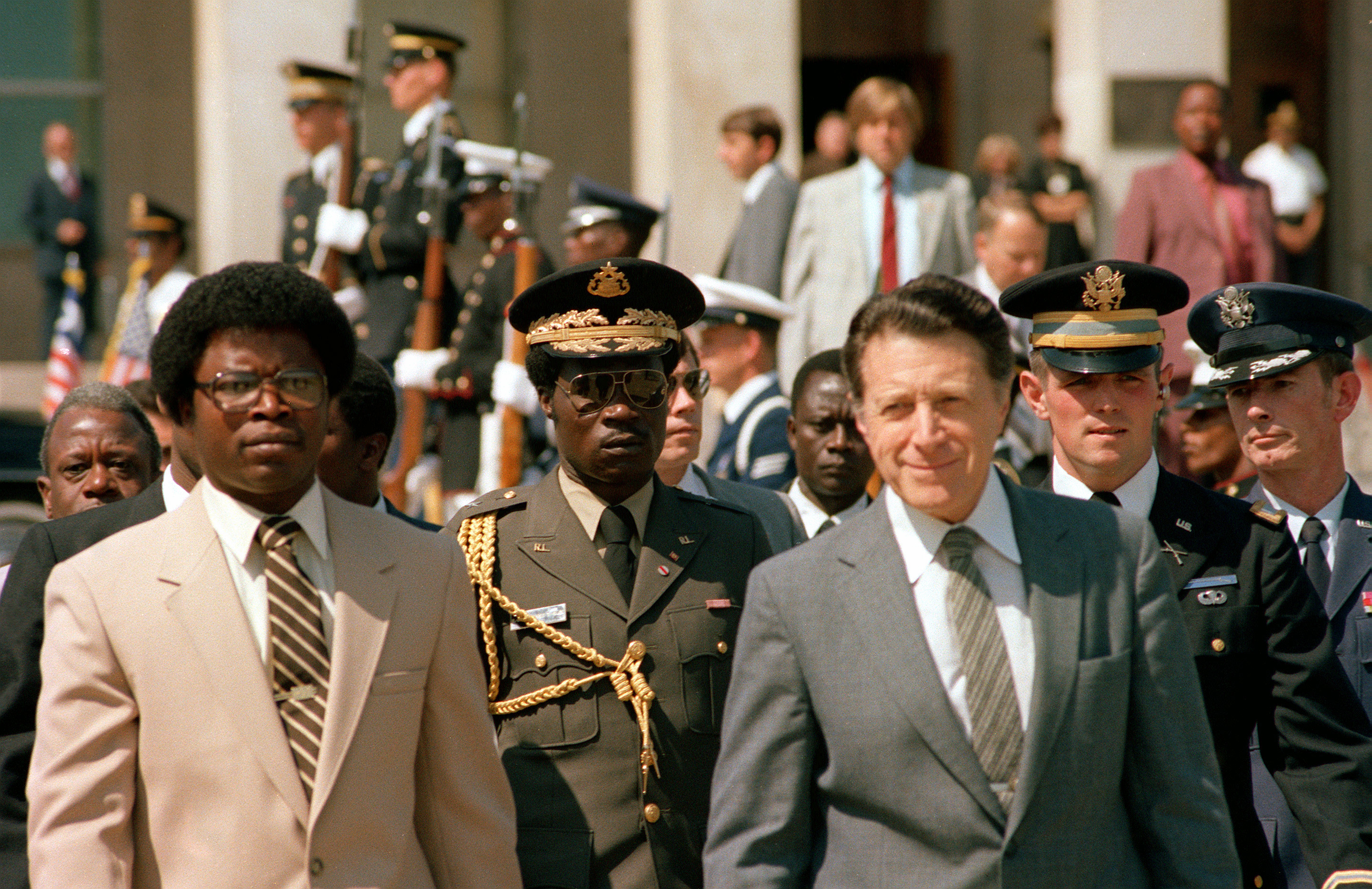
صامويل دو مع كاسبر وينبرغر خلال زيارته للولايات المتحدة عام 1982.

شنت الجبهة الوطنية القومية الليبيرية، وهي مجموعة من المتمردين بقيادة تشارلز تايلور، تمردها في ديسمبر 1989 ضد حكومة دو بدعم من الدول المجاورة مثل بوركينا فاسو وكوت ديفوار مما تسبب في الحرب الأهلية الليبيرية الأولى. بحلول سبتمبر عام 1990، سيطرت قوات دو فقط على منطقة صغيرة تقع خارج العاصمة، وألقي القبض على دو وأعدم في ذات الشهر من قبل قوات المتمردين. ما لبث المتمردون أن انقسموا إلى فصائل مختلفة قاتلت بعضها البعض، بينما شكل فريق رصد الجماعة الاقتصادية التابع لمنظمة الجماعة الاقتصادية لدول غرب أفريقيا قوة مهام عسكرية للتدخل في الأزمة. بين 1989 و1996، اندلعت إحدى أسوأ الحروب الأهلية في أفريقيا وأودت بحياة أكثر من 200,000 ليبيري وتشريد نحو مليون شخص آخرين إلى مخيمات اللاجئين في البلدان المجاورة. في أعقاب التوصل إلى اتفاق سلام بين الأطراف المتحاربة في عام 1995، تم انتخاب تايلور رئيسًا في عام 1997.
في ظل نظام تايلور، أصبحت ليبيريا معروفة دوليًا باعتبارها دولة منبوذة بسبب استخدامها لألماس الدماء وكذلك صادرات الأخشاب غير المشروعة لتمويل الجبهة الثورية المتحدة في الحرب الأهلية في سيراليون. اندلعت الحرب الأهلية الثانية في 1999 عندما أطلقت جبهة الليبيريين المتحدة من أجل المصالحة والديمقراطية وهي جماعة متمردة متمركزة في شمال غرب البلاد تمردًا مسلحًا ضد تايلور. في مارس 2003، انضمت مجموعة متمردة ثانية هي الحركة من أجل الديمقراطية في ليبيريا إلى التمرد ضد تايلور من الجنوب الشرقي. بدأت محادثات السلام بين الفصائل في أكرا في يونيو من ذلك العام، واتهم تايلور أمام المحكمة الخاصة بسيراليون بتهمة ارتكاب جرائم ضد الإنسانية في الشهر ذاته. بحلول يوليو 2003، شن المتمردون هجومهم على مونروفيا. تحت ضغوط شديدة من المجتمع الدولي وحركة العمل الجماعي للسلام للمرأة المحلية،  استقال تايلور في أغسطس وذهب إلى المنفى في نيجيريا،  وجرى التوقيع على اتفاق سلام في وقت لاحق من ذاك الشهر. بدأت بعثة الأمم المتحدة في ليبيريا عملها في سبتمبر 2003 لتوفير الأمن ومراقبة اتفاق السلام،  واستلمت الحكومة المؤقتة السلطة في أكتوبر التالي.
اعتبرت الانتخابات التالية في عام 2005 من طرف المجتمع الدولي أكثر الانتخابات حرية ونزاهة في تاريخ ليبيريا. انتخبت إلين جونسون سيرليف، وهي اقتصادية من متدربي جامعة هارفارد ووزيرة سابقة للمالية، كأول رئيسة في أفريقيا. طالبت سيرليف مع تسلمها للسلطة نيجيريا بتسليم تايلور على الفور إلى المحكمة الخاصة بسيراليون لمحاكمته في لاهاي. في عام 2006، أنشأت الحكومة لجنة لتقصي الحقائق والمصالحة لمعالجة الأسباب وجرائم الحرب الأهلية.

## الحكومة والسياسة
حكومة ليبيريا - على غرار حكومة الولايات المتحدة - هي جمهورية وحدوية دستورية وديمقراطية تمثيلية على النحو المنصوص عليه في الدستور. تتكون الحكومة من ثلاثة فروع متساوية في الحكومة: السلطة التنفيذية والتي يرأسها رئيس الدولة والسلطة التشريعية وتتألف من مجلسين والسلطة القضائية وتتكون من المحكمة العليا وعدد من المحاكم الدنيا.
يخدم الرئيس كرئيس للحكومة وقائد للدولة والقائد العام للقوات المسلحة الليبيرية. من بين المهام الأخرى للرئيس تصديق أو معارضة القوانين التشريعية ومنح العفو وتعيين أعضاء مجلس الوزراء والقضاة وغيرهم من الموظفين العموميين. ينتخب الرئيس ونائبه لولاية مدتها ست سنوات بأغلبية الأصوات في نظام انتخابي من جولتين ويمكن أن يخدم لولايتين رئاسيتين.
تتكون السلطة التشريعية من مجلسي الشيوخ والنواب. يضم مجلس النواب 64 عضوًا موزعين نسبيًا على المقاطعات الخمسة عشر على أساس التعداد الوطني، حيث تنتخب كل مقاطعة ما لا يقل عن عضوين. يمثل كل عضو في مجلس النواب دائرة انتخابية ضمن المقاطعة وفقًا لتحديدات اللجنة الوطنية للانتخابات وينتخب بالأغلبية لمدة ست سنوات. يتكون مجلس الشيوخ من عضوين من كل مقاطعة ليصبح المجموع الكلي 30 عضوًا. يخدم عضو مجلس الشيوخ لتسع سنوات ويتم انتخابهم بأغلبية الأصوات الشعبية. يخدم نائب الرئيس بمثابة رئيس مجلس الشيوخ، بينما يقوم مكانه رئيس مؤقت للمجلس في حال غيابه.
تتمثل السلطة القضائية العليا في ليبيريا بالمحكمة العليا التي تتألف من خمسة أعضاء ويرأسها رئيس المحكمة العليا في ليبيريا. يتم ترشيح أعضاء المحكمة من قبل الرئيس وتأكيدهم من قبل مجلس الشيوخ ويعملون حتى سن 70 عامًا. يقسم القضاء إلى مزيد من المحاكم والدوائر المتخصصة ومحاكم الصلح. يتبع النظام القضائي القانون العام الأنجلو أمريكي. يوجد نظام غير رسمي من المحاكم التقليدية في المناطق الريفية من البلاد حيث المحاكمات القبلية قائمة على الرغم من كونها محظورة رسميًا.
بين 1877 و1980، هيمن على الحكومة حزب ترو ويغ. واليوم يوجد أكثر من 20 حزبًا سياسيًا مسجل في البلاد وتتمركز إلى حد كبير حول شخصيات أو جماعات عرقية. تعاني معظم الأحزاب من ضعف القدرة التنظيمية. تميزت انتخابات عام 2005 بأنها المرة الأولى التي لم يحظ بها حزب الرئيس بأغلبية المقاعد في المجلس التشريعي.
سجلت ليبريا 3.3 على مقياس من 10 (نظيف جدًا) إلى 0 (فاسد جدًا) على مؤشر الفساد في عام 2010، لتحتل المرتبة 87 بين 178 دولة حول العالم والمرتبة 11 من 47 في أفريقيا جنوب الصحراء. يمثل ذلك تحسنًا كبيرًا منذ عام 2007 عندما كان سجل البلاد 2.1 وفي المرتبة 150 بين 180 دولة. عند البحث عن انتباه مجموعة مختارة من مقدمي الخدمات فإن 89% من الليبيريين يدفعون رشوة وهي أعلى نسبة وطنية في العالم وفقًا لمشعر الفساد العالمي في عام 2010.

### التقسيمات الإدارية

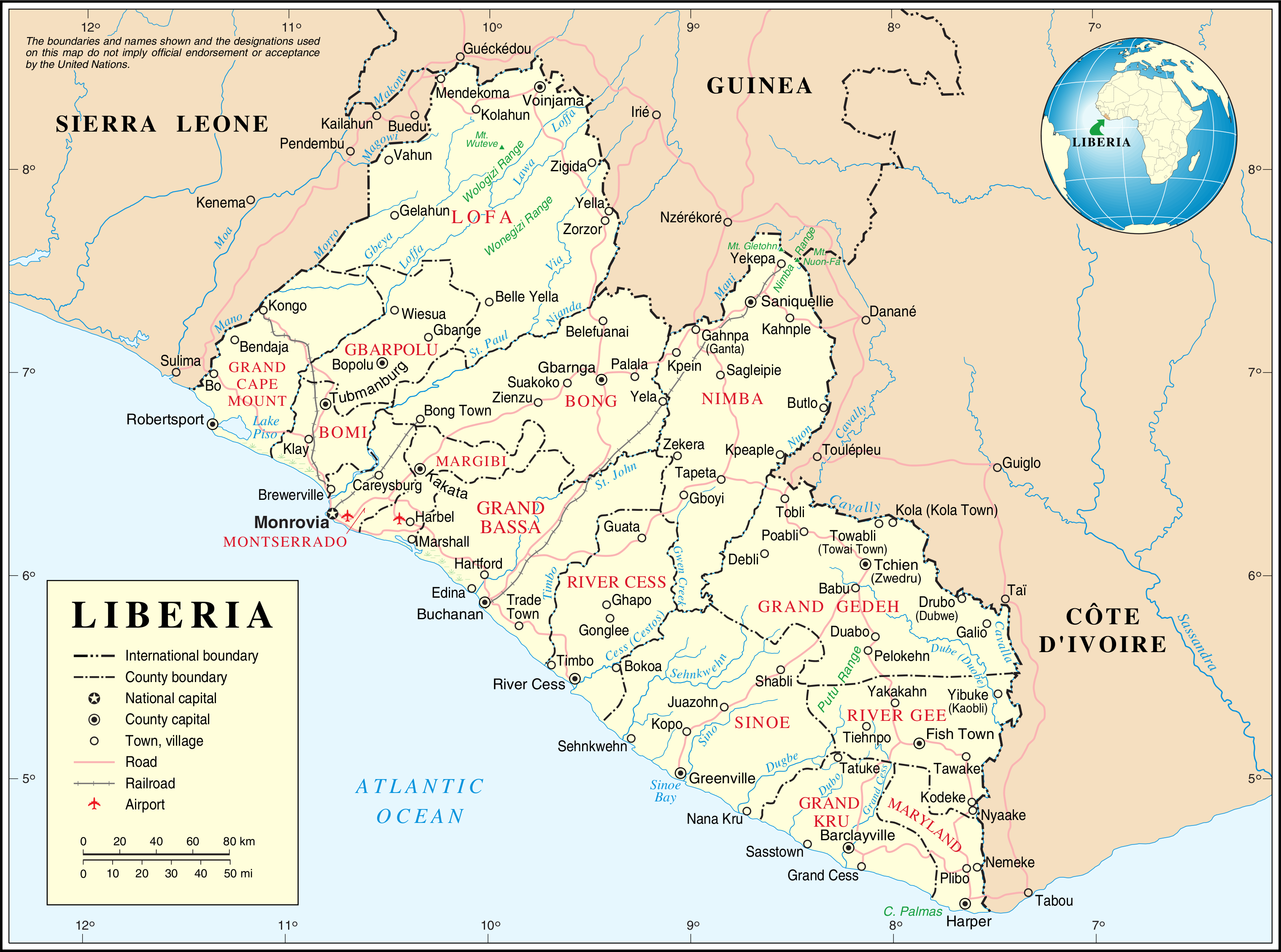
خريطة ليبيريا ومحافظاتها

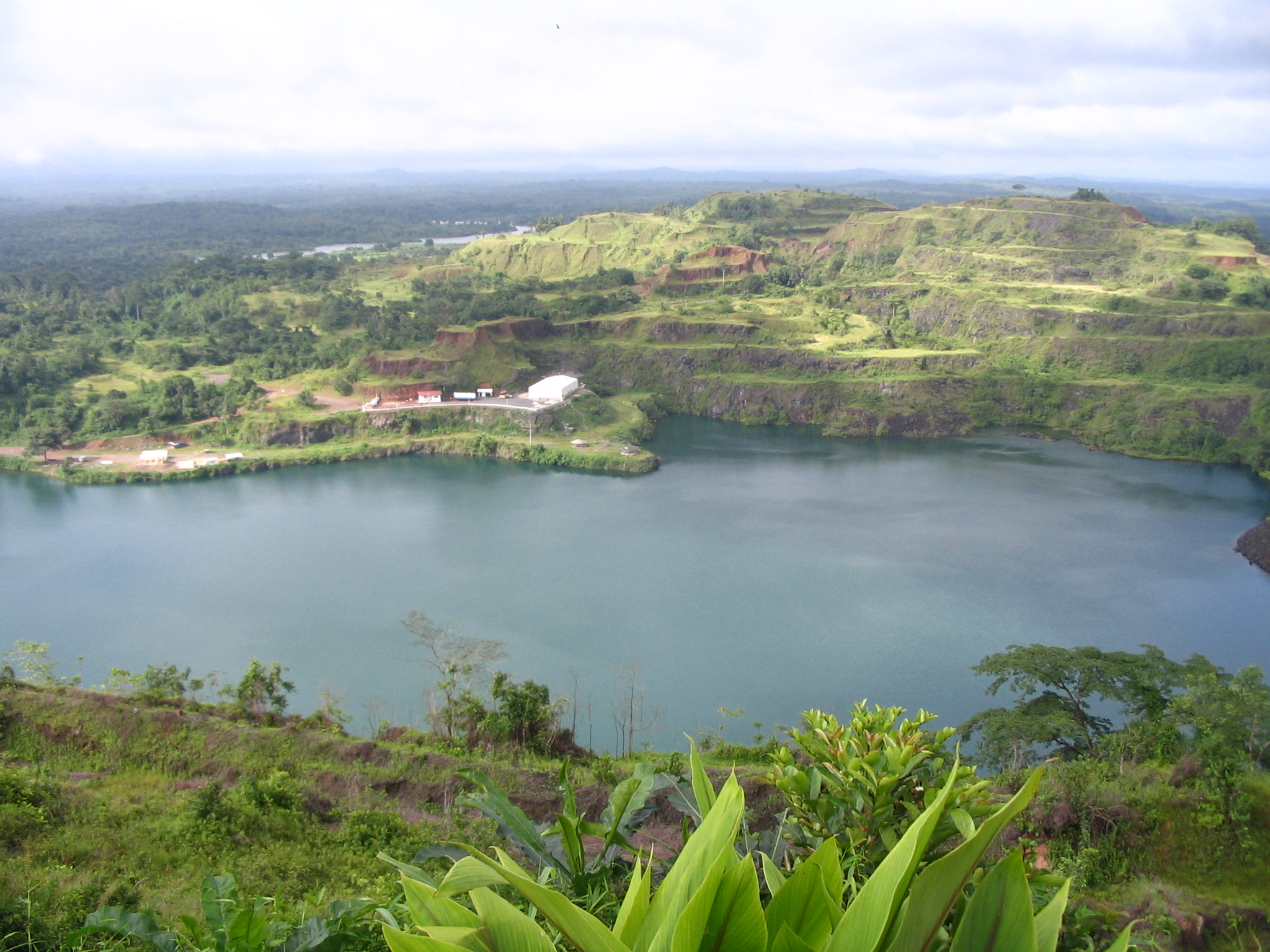
مشهد من محافظة بومي.

تنقسم ليبيريا إلى 15 مقاطعة والتي تنقسم بدورها إلى ضواحي والتي تنقسم إلى عشائر. أقدم هذه المحافظات هي باسا الكبرى ومونتسيرادو اللتان تأسستا في عام 1839 قبل استقلال ليبيريا. غباربولو هي أحدث محافظة وأنشئت في عام 2001. نيمبا هي أكبرها حجمًا (11,551 كم2) في حين مونتسيرادو هي أصغرها (1,909 كم2). مونتسيرادو هي أيضًا المحافظة الأكثر سكانًا 1,144,806 نسمة وفقًا لتعداد 2008.
تدار المحافظات الخمسة عشر بمشرفين يعينهم رئيس الجمهورية. يدعو الدستور لانتخاب رؤساء البلديات ورؤساء مختلف المحافظات وعلى المستوى المحلي، ولكن هذه الانتخابات لم تجر منذ عام 1985 بسبب الحرب والقيود المالية. في عام 2008، حكمت المحكمة العليا لصالح السماح للرئيس بتعيين رؤساء البلديات في البلاد حتى يمكن أن تحمل نفقات الانتخابات البلدية.
| المحافظة        | العاصمة    | تعداد السكان (2008) | المساحة كم2 | إنشاؤها |
| --------------- | ---------- | ------------------- | ----------- | ------- |
| بومي            | توبمانبورغ | 82,036              | 1,942       | 1984    |
| بونغ            | غبارنغا    | 328,919             | 8,772       | 1964    |
| غباربولو        | بوبولو     | 83,758              | 9,689       | 2001    |
| باسا الكبرى     | بوشانان    | 224,839             | 7,936       | 1839    |
| جبل كايب الكبرى | روبرتسبورت | 129,055             | 5,162       | 1844    |
| غيدي الكبرى     | زويدرو     | 126,146             | 10,484      | 1964    |
| كرو الكبرى      | باركيفيل   | 57,106              | 3,895       | 1984    |
| لوفا            | فوينجاما   | 270,114             | 9,982       | 1964    |
| مارغي           | كاكاتا     | 199,689             | 2,616       | 1985    |
| ماريلاند        | هاربر      | 136,404             | 2,297       | 1857    |
| مونتسيرادو      | بنسونفيل   | 1,144,806           | 1,909       | 1839    |
| نيمبا           | سانيكيلي   | 468,088             | 11,551      | 1964    |
| نهر سيس         | نهر سيس    | 65,862              | 5,594       | 1985    |
| نهر غي          | فيش تاون   | 67,318              | 5,113       | 2000    |
| سينوي           | غرينفيل    | 104,932             | 10,137      | 1843    |

## الجغرافيا

خريطة ليبيريا

تقع ليبيريا في غرب أفريقيا وتطل على المحيط الأطلسي في جنوب غرب البلاد. تقع بين خطي عرض 4 و9 درجات شمالًا وخطي طول 7 و12 درجات غربًا.
يتميز المشهد الطبيعي بسهول ساحلية منبسطة غالبًا تحتوي على الأيكة الساحلية والمستنقعات والتي ترتفع إلى هضبة منبسطة وجبال منخفضة في الشمال الشرقي. تغطي الغابات المطيرة الاستوائية التلال بينما يغطي عشب الفيل والغابات شبه النفضية الغطاء النباتي المهيمن في الأقسام الشمالية. المناخ استوائي حار على مدار السنة مع هطول الأمطار الغزيرة من مايو إلى أكتوبر مع فترة توقف قصيرة في منتصف يوليو وأغسطس. خلال أشهر الشتاء من نوفمبر إلى مارس، تهب رياح هارماتان الجافة المحملة بالغبار من الداخل مسببة مشاكل كثيرة للسكان.
تميل مستجمعات المياه في ليبيريا إلى السير باتجاه جنوبي غربي نحو المحيط، حيث تسيل مياه الأمطار الجديدة من هضبة الغابات قبالة سلسلة جبال غينييه فوريستيير الداخلية في غينيا. تتلقى كيب ماونت قرب الحدود مع سيراليون معظم أمطار البلاد. يشق حدود البلاد الشمالية الغربية الرئيسية نهر مانو بينما يحدها من الجنوب الشرقي نهر كافالا. أكبر ثلاثة أنهار في ليبيريا هي سانت بول ويصب قرب مونروفيا، وسانت جون في بوشانان ونهر سستوس، وكلها تصب في المحيط الأطلسي. كافالا هو أطول نهر في البلاد بطول 515 كم.
أعلى نقطة تقع كليًا داخل ليبريا هي جبل ووتيفي (1440 م) فوق مستوى سطح البحر ضمن سلسلة جبال غرب أفريقيا ومرتفعات غينيا في شمال غربي البلاد. مع ذلك، فإن جبل نيمبا قرب ييكيبا هو الأعلى (1752 م) فوق مستوى سطح البحر ولكنه لا يقع كليًا داخل ليبريا حيث تشترك نيمبا بالحدود مع غينيا وكوت ديفوار وهو أعلى جبل في البلدين أيضًا.

## الاقتصاد

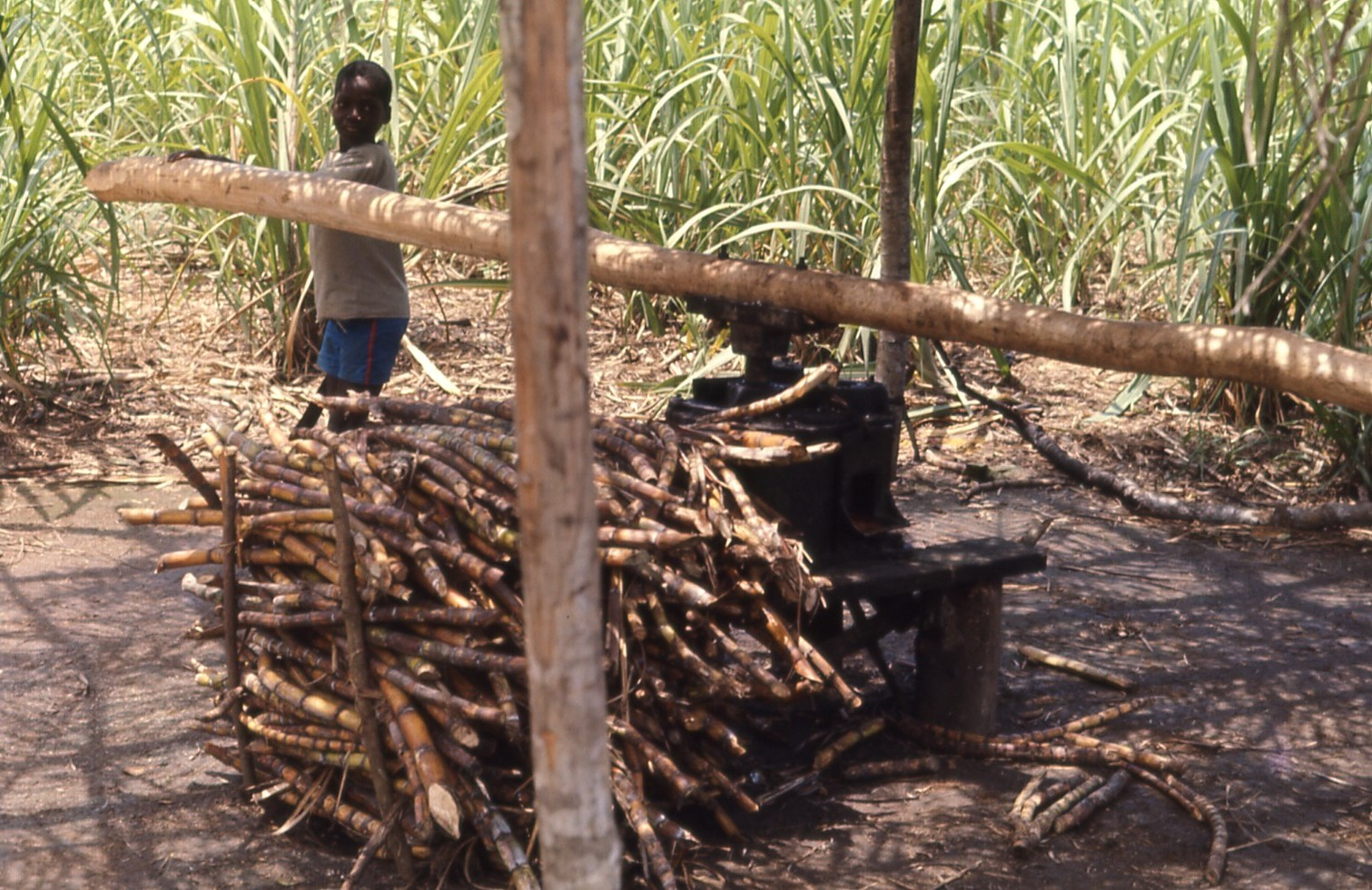
فتى يطحن قصب سكر.

ليبيريا هي واحدة من أفقر البلدان في العالم حيث نسبة العمالة الرسمية عند 15% فقط. في عام 2010، كان الناتج المحلي الإجمالي الاسمي للبلاد 974$ مليون بينما حصة الفرد الواحد تبلغ 226 دولار أمريكي وهو ثالث أدنى دخل في العالم. تاريخيًا، اعتمد الاقتصاد الليبيري اعتمادًا كبيرًا على المساعدات الخارجية والاستثمار الأجنبي المباشر والصادرات من الموارد الطبيعية مثل المطاط والحديد الخام والخشب.
بعد الذروة في النمو الاقتصادي في عام 1979، بدأ الاقتصاد الليبيري انخفاضًا مطردًا نتيجة لسوء الإدارة الاقتصادية في أعقاب انقلاب عام 1980. تسارع هذا الانخفاض بسبب اندلاع الحرب الأهلية في عام 1989؛ انخفض الناتج المحلي الإجمالي بنحو 90% بين عامي 1989 وعام 1995، وهو أحد أسرع الانخفاضات في التاريخ. عند نهاية الحرب في عام 2003، بدأ نمو الناتج المحلي الإجمالي بالتسارع، ليصل إلى 9.4% في عام 2007. إلا أن الأزمة المالية العالمية قلصت من النمو إلى 4.6% في عام 2009، على الرغم من تعزيز القطاع الزراعي من خلال نمو صادرات المطاط والأخشاب إلى 5.1% في عام 2010 و7.3% في عام 2011، مما يجعل الاقتصاد الليبيري أحد الاقتصادات العشرين الأسرع نموًا في العالم. تشمل العقبات الحالية في وجه النمو صغر السوق المحلية والافتقار إلى البنية التحتية الملائمة وتكاليف النقل العالية وضعف الروابط التجارية مع الدول المجاورة وارتفاع الدولرة في الاقتصاد. استخدمت ليبيريا الدولار الأمريكي كعملة لها في الفترة من 1943 حتى عام 1982 ولا يزال الدولار الأمريكي مستخدمًا إلى جانب الدولار الليبيري. بعد تراجع التضخم في بداية عام 2003، ارتفعت معدلاته في عام 2008 نتيجة لأزمات الغذاء العالمي والطاقة ليصل إلى 17.5% قبل أن ينخفض إلى 7.4% في عام 2009. تقدر الديون الخارجية لليبيريا في عام 2006 بحوالي 4.5 مليار دولار أي 800% من الناتج المحلي الإجمالي. نتيجة لتخفيف عبء الديون الثنائية والمتعددة الأطراف والتجارية بين 2007-2010 تراجعت الديون الخارجية للبلاد إلى 222.9 مليون دولار بحلول عام 2011.
في حين تراجعت صادرات السلع الرسمية خلال التسعينيات وفرار العديد من المستثمرين من الحرب الأهلية، جنح اقتصاد ليبيريا في زمن الحرب لاستغلال ثروات الألماس في المنطقة. قامت الدولة بالمتاجرة في الألماس الدموي في سيراليون لتصدر أكثر من 300 مليون دولار أمريكي من الألماس في عام 1999. أدى ذلك إلى فرض حظر من الأمم المتحدة على صادرات الألماس الليبيري في عام 2001، والتي تم رفعها في عام 2007 بعد انضمام ليبيريا لعملية كيمبرلي. في عام 2003، وضعت الأمم المتحدة عقوبات إضافية على صادرات الأخشاب الليبيرية التي ارتفعت من 5 ملايين دولار أمريكي في عام 1997 إلى أكثر من 100 مليون دولار أمريكي في عام 2002 ويعتقد أنها تمول المتمردين في سيراليون. ورفعت هذه العقوبات في عام 2006. نظرًا إلى المساعدات الخارجية الكبيرة وتدفق الاستثمارات في أعقاب نهاية الحرب، تمتلك ليبيريا عجزًا ضخمًا في الحساب الجاري بلغ ما يقرب من 60% في عام 2008. اكتسبت ليبيريا صفة مراقب في منظمة التجارة العالمية في عام 2010 وذلك عبر مسعاها للحصول على عضوية كاملة.
تمتلك ليبيريا أعلى نسبة من الاستثمارات الأجنبية المباشرة إلى الناتج المحلي الإجمالي في العالم مع 16 مليار دولار أمريكي في مجال الاستثمار منذ عام 2006. بعد تنصيب إدارة سيرليف في عام 2006، وقعت عدة بلدان اتفاقيات امتياز بمليارات الدولارات في مجال الحديد الخام وصناعات زيت النخيل مع عدة شركات متعددة الجنسيات بما في ذلك بي اتش بي بيليتون وأرسيلور ميتال وسايم داربي. تشغل شركة فايرستون للمطاط وتصنيع الإطارات أكبر مزرعة وشركة في العالم للمطاط في ليبيريا منذ عام 1926. بدأت ليبيريا التنقيب عن النفط البحري حيث تظهر احتياطيات نفطية غير مؤكدة قد تفوق مليار برميل. قسمت الحكومة مياهها البحرية إلى 17 قسمًا وبدأ المزاد العلني لتراخيص التنقيب في عام 2004، مع مزيد من المزادات في أعوام 2007 و2009. كشف عن 13 قطاع نفطي بحري عميق في عام 2011 ويخطط لبيعها بالمزاد. من بين الشركات التي فازت بتراخيص التنقيب ريبسول وشيفرون واناداركو وودسايد برتوليوم.
نظرًا لمكانتها كعلم ملاءمة، تمتلك البلاد ثاني أكبر سجل ملاحة بحرية في العالم وراء بنما، حيث تسجل 3500 سفينة تحت علمها مشكلة 11% من السفن في العالم.

## الديموغرافيا
وفقًا لتعداد السكان الوطني عام 2008، كانت ليبريا منزلًا لنحو 3,476,608 نسمة. من بين هؤلاء، 1,118,241 شخص يعيشون في مقاطعة مونتسيرادو وهي المقاطعة الأكثر اكتظاظًا بالسكان في البلاد وموطن العاصمة مونروفيا حيث تضم مقاطعة مونروفيا الكبرى 970,824 شخصًا. المقاطعة التالية من حيث عدد السكان هي نيمبا مع 462,026 نسمة. كان آخر تعداد للسكان قبل تعداد عام 2008 في عام 1984 حيث كان السكان 2,101,628. كان عدد سكان ليبيريا في 1962 نحو 1,016,443 وارتفع إلى 1,503,368 في عام 1974. اعتبارًا من عام 2006، تمتلك ليبيريا أعلى نسبة نمو سكاني في العالم بمعدل (4.50% سنويًا). وكما هو الحال لدى جيرانها، تمتلك ليبيريا نسبة كبيرة من الشباب حيث نصف السكان تحت سن 18.
يضم المجتمع الليبيري 16 مجموعة عرقية أصلية وأقليات أجنبية مختلفة. يشكل السكان الأصليون حوالي 95% من السكان، وأكبر المجموعات هي كبيلي في وسط وغرب ليبيريا. الليبيريون الأمريكيون الذين ينحدرون من المستوطنين الأمريكيين الأفارقة يشكلون 2.5%، وشعب الكونغو المتحدرين من الكونغو والعبيد القادمين من منطقة البحر الكاريبي والذين وصلوا في عام 1825 ويشكلون نحو 2.5%. هناك أيضًا عدد كبير من الهنود واللبنانيين وغيرهم من مواطني غرب أفريقيا الذين يشكلون جزءًا كبيرًا من مجتمع الأعمال في ليبيريا. هناك أقلية صغيرة من الليبيريين المتحدرين من أصول أوروبية يقيمون في البلاد. يقيد الدستور الليبيري المواطنة بالأشخاص من أصل أفريقي أسود فقط.
يتحدث السكان الأصليون 31 لغة في ليبيريا، رغم أنها ليست اللغة الأولى لأكثر من نسبة صغيرة من السكان. اللغة الإنجليزية هي اللغة الرسمية وبمثابة لغة مشتركة للبلاد. يتحدث الليبيريون لهجات متنوعة من اللغة الإنجليزية التي تعرف باسم الإنجليزية الليبيرية.

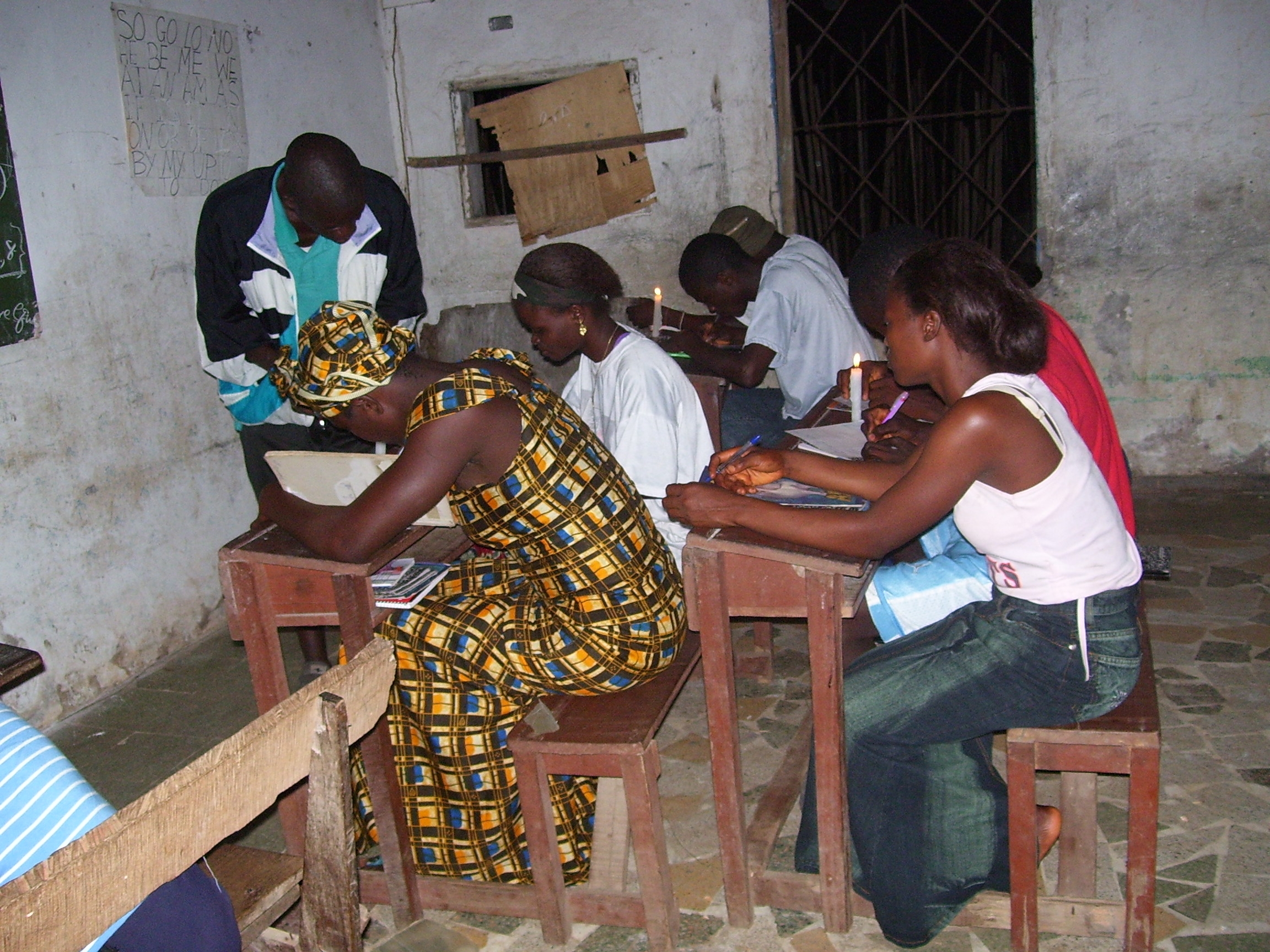
طلاب يدرسون على ضوء الشموع في مقاطعة بونغ في ليبيريا.

### التعليم
بلغ معدل محو الأمية في عام 2009 في ليبيريا 59.1% (63.7% للذكور و54.5% للإناث). التعليم الابتدائي والثانوي مجاني وإلزامي من سن 6 حتى 16 عامًا، على الرغم من أن إلزامية الحضور متراخية. في المتوسط، يحضر الأطفال إلى المدرسة لمدة 10 أعوام (11 للذكور و8 للإناث). يعوق قطاع التعليم في البلاد نقص المدارس والإمدادات فضلًا عن نقص المدرسين المؤهلين.
يتوفر التعليم العالي في عدد من الجامعات الحكومية والخاصة. جامعة ليبيريا هي الجامعة الأكبر في البلاد والأقدم. تقع الجامعة في مونروفيا وافتتحت في عام 1862 وفيها اليوم ست كليات منها كلية الطب وكلية الحقوق الوحيدة في البلاد وهي كلية لويس آرثر غرايمز للقانون. في عام 2009، أصبحت جامعة توبمان في هاربر في مقاطعة ماريلاند ثاني جامعة حكومية في ليبيريا. أما جامعة كوتنغتون التي أنشئت من قبل الكنيسة الأسقفية في الولايات المتحدة في عام 1889 في سواكوكو في مقاطعة بونغ فهي أقدم الجامعات الخاصة في البلاد. منذ عام 2006، فتحت الحكومة أيضًا كليات المجتمع في بوشانان وسانيكيلي وفوينجاما.

### الدين
| الدين في ليبيريا | الدين في ليبيريا | الدين في ليبيريا | الدين في ليبيريا | الدين في ليبيريا |
| ---------------- | ---------------- | ---------------- | ---------------- | ---------------- |
| الدين            | الدين            |                  | النسبة           | النسبة           |
| المسيحية         | المسيحية         |                  | 85.5%            | 85.5%            |
| الإسلام          | الإسلام          |                  | 12.2%            | 12.2%            |
| غير منتسبون      | غير منتسبون      |                  | 1.5%             | 1.5%             |
| ديانات أصلية     | ديانات أصلية     |                  | .5%              | .5%              |
| أخرى             | أخرى             |                  | .1%              | .1%              |

وفقًا لتعداد عام 2008، يمارس 85.5% من السكان المسيحية. يشكل المسلمون 12.2% من السكان ويأتون بأغلبهم من عرقيتي ماندينكا وفاي. تمارس الأديان التقليدية الأصلية بين 0.5% من السكان، في حين 1.5% لا يمارسون أي دين. هناك أعداد قليلة من البهائيين والهندوس والسيخ والبوذيين. تشيع المشاركة في المجتمعات السرية للأديان الأصلية مثل بورو وساندي، كما تمارس بعض مجتمعات ساندي ختان الإناث.
ينص الدستور على حرية الدين وتحترم الحكومة عمومًا هذا الحق. كما أن فصل الدين والدولة منصوص في الدستور، إلا أن ليبيريا تعتبر دولة مسيحية بحكم الأمر الواقع. توفر المدارس العامة الدراسات الإنجيلية على الرغم من أنها اختيارية. يحظر القانون التجارة أيام الآحاد والأعياد المسيحية الرئيسية

### الصحة
قدر مأمول الحياة في عام 2009 في ليبيريا بنحو 58 عامًا. معدل الخصوبة هو 5.9 مولود لكل امرأة، بينما معدل وفيات الأمهات هو 990 لكل 100,000 ولادة في عام 2010. هناك عدد من الأمراض المعدية على نطاق واسع للغاية بما في ذلك السل وأمراض الإسهال والملاريا. في عام 2007، بلغت معدلات الإصابة بفيروس نقص المناعة البشرية نحو 2% من السكان الذين تتراوح أعمارهم بين 15-49. بينما كان معدل انتشار مرض السل 420 لكل 100,000 نسمة في عام 2008. تستورد ليبيريا 90% من الأرز والمواد الغذائية الضرورية وهي عرضة لنقص الغذاء. في عام 2007، كان 20.4% من الأطفال تحت سن 5 سنوات يعانون من سوء التغذية. وفي عام 2008، وصلت مرافق الصرف الصحي الملائمة إلى 17% من السكان.
دمرت الحرب الأهلية حوالي 95% من مرافق الرعاية الصحية في البلاد. في عام 2009، كان الإنفاق الحكومي على الرعاية الصحية للفرد نحو 22 دولارًا أمريكيًا،  وهو 10.6% من الناتج المحلي الإجمالي. في عام 2008، كان في ليبيريا طبيب واحد فقط و27 ممرضة لكل 100,000 شخص.

## الثقافة

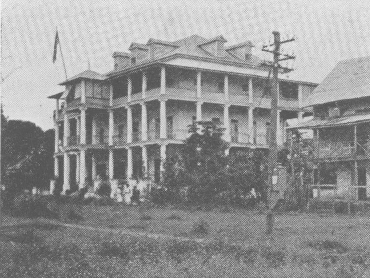
القصر التنفيذي السابق وهو مثال على العمارة القادمة من جنوبي الولايات المتحدة.

تعود أصول الممارسات الدينية والعادات الاجتماعية والمعايير الثقافية لليبيريين الأمريكيين إلى جنوب الولايات المتحدة ما قبل الحرب. ارتدى المستوطنون قبعة مذيلة وصمموا منازلهم على غرار منازل ملاك العبيد في الجنوب. كان معظم الرجال الليبيريين الأمريكيين أعضاء في النظام الماسوني في ليبيريا، والذي أصبح يشارك بشكل كبير في سياسة البلاد.
لليبيريا تاريخ غني وطويل في فنون الغزل والنسيج والخياطة حيث جلب المستوطنون معهم الخياطة ومهاراتها. استضافت ليبيريا معارض وطنية في عامي 1857 و1858 ومنحت فيها جوائز لفنون الخياطة المختلفة. كان من بين إحدى أشهر صانعات اللحف الليبيريات مارثا آن ريكس،  والتي صنعت لحافًا يصور شجرة البن الليبيرية الشهيرة للملكة فيكتوريا في عام 1892. عندما انتقلت الرئيسة إلين جونسون سيرليف إلى القصر الرئاسي، قيل أنها نقلت اللحاف الليبيري الصنع إلى مكتبها الرئاسي.
يوجد في ليبيريا تقليد أدبي غني لأكثر من قرن. يعد كل من إدوارد ويلموت بلايدن وباي مور ورولان ديمبستر ويلتون سانكاوولو من بين أشهر كتاب ليبيريا. تعتبر رواية جريمة قتل في بركة كسافا لمور الأكثر شهرة في ليبيريا.
يستخدم المطبخ الليبيري الأرز بشكل كبير وهو المادة الغذائية الأساسية في البلاد. تشمل المكونات الأخرى الكاسافا والأسماك والموز والحمضيات وجوز الهند والبامية والبطاطس الحلوة. اليخنات المتبلة بالفلفل والهابانيرو وفلفل سكوتش بونيه تحظى بشعبية وتؤكل مع الفوفو. كما يوجد تقليد خبز في ليبيريا استورد من الولايات المتحدة وهو فريد من نوعه في غرب أفريقيا.

### وحدات القياس
لا تستخدم ليبيريا النظام الدولي للوحدات حصرًا. بدأت الحكومة الليبيرية التحول من استخدام الوحدات الإمبراطورية إلى النظام المتري. مع ذلك، فقد تم هذا التغيير تدريجيًا حيث استخدمت الحكومة كلا القياسين الإمبراطوري والمتري. ذكر تقرير عام 2008 من جامعة تينيسي أن التحول من النظام الإنكليزي إلى المتري أربك مزارعي البن والكاكاو.

## وصلات خارجية
- ليبيريا على موقع الموسوعة البريطانية (الإنجليزية)